# Noegus niveomarginatus
Noegus niveomarginatus là một loài nhện trong họ Salticidae.
Loài này thuộc chi Noegus. Noegus niveomarginatus được Eugène Simon miêu tả năm 1900.